# Wolfwalkers
Wolfwalkers ist ein Zeichentrickfilm von Tomm Moore und Ross Stewart, der im September 2020 beim Toronto International Film Festival seine Premiere feierte und am 11. Dezember 2020 in das Programm von Apple TV+ aufgenommen wurde. In dem Abenteuerfilm, der letzte Teil der „irischen Trilogie“ von Cartoon Saloon, macht die kleine Robyn Goodfellowe, deren Vater in der irischen Stadt Kilkenny damit beauftragt wurde, die Wölfe aus der Gegend zu vertreiben oder gegebenenfalls zu töten, die Bekanntschaft der letzten Wolfwandler. Im Rahmen der Oscarverleihung 2021 wurde Wolfwalkers als bester Animationsfilm nominiert. 

## Handlung
Mitte des 17. Jahrhunderts in Irland, in und um Kilkenny. Die junge Robyn Goodfellowe träumt davon, ein furchterregender Wolfsjäger wie ihr Vater Bill zu sein. Der jedoch versucht, Robyn zu beschützen, wie es sich seine verstorbene Frau gewünscht hätte. Bill wurde von Lord Protector Cromwell, der aus England entsandt wurde, um die Einheimischen zu „zähmen“ und seitdem die ganze Stadt unterdrückt, mit der Aufgabe betraut, die Wälder vor den Stadtmauern Kilkennys zu roden und die dort lebenden Wölfe entweder zu töten oder zu vertreiben. Sie gelten als eine Gefahr für die Bauern und hindern die Stadtbewohner daran, den Wald zu roden und so Kilkenny zu erweitern.
Als Mädchen wird von Robyn erwartet, dass sie zu Hause bleibt und in der Küche hilft. Sie schleicht sich jedoch lieber nach draußen. Als sie eines Tages auf einer Lichtung einem Wolf gegenübersteht, hat sie große Angst, obwohl dieser anders aussieht, als sie sich dieses gefährliche Tier vorstellte, fast niedlich und kuschelig. Sie trifft dabei auf Mebh, ein Mädchen, das mit seiner Mutter Moll in den Wäldern lebt und sich ihr als eines der letzten verbliebenen Mitglieder eines Stammes der „Wolfwandler“ vorstellt, leicht erkennbar an ihren großen, runden Augen und den feuerroten Haaren. Sie können ohne Worte mit den Wölfen sprechen und schützen die Menschen vor möglichen Angriffen. Vor allem aber versuchen sie die Tiere des Waldes vor Gefahren zu beschützen.
Nachdem Mebh sie versehentlich gebissen hat, übernimmt Robyn die magischen Kräfte der Wolfwandler. Sie entwickelt eine äußerst geruchsempfindliche Nase, ein unglaublich scharfes Gehör und kann schneller laufen, als sie jemals zu träumen gewagt hat. Und wenn sie schläft, verwandelt sich Robyn tatsächlich in einen Wolf und versetzt die Stadt in Angst und Schrecken. 
Zwischen Mebh und Robyn entwickelt sich eine Freundschaft. Als Moll vom Lord Protector gefangen genommen wird, versuchen Mebh und Robyn sie zu befreien. In einem Schauprozess will Lord Protector die gefangene Wolfsmutter hinrichten, doch Mebh spricht ihre Rachegelüste laut vor allen Bewohnern aus. Robyn hingegen kann Moll die Flucht ermöglichen. Als das Kommando zum Zerstören der Wolfshöhle anrückt, wird Moll von Bill attackiert. Die so im Sterben liegende Moll kann jedoch mit vereinten Kräften wieder ins Leben zurückbefördert werden, da nun auch Bill als neues Mitglied im Rudel mithilft. Lord Protector hingegen stürzt einen Abhang hinunter und eine Zeit des Friedens beginnt schließlich.

## Produktion

### Stab und Einordnung

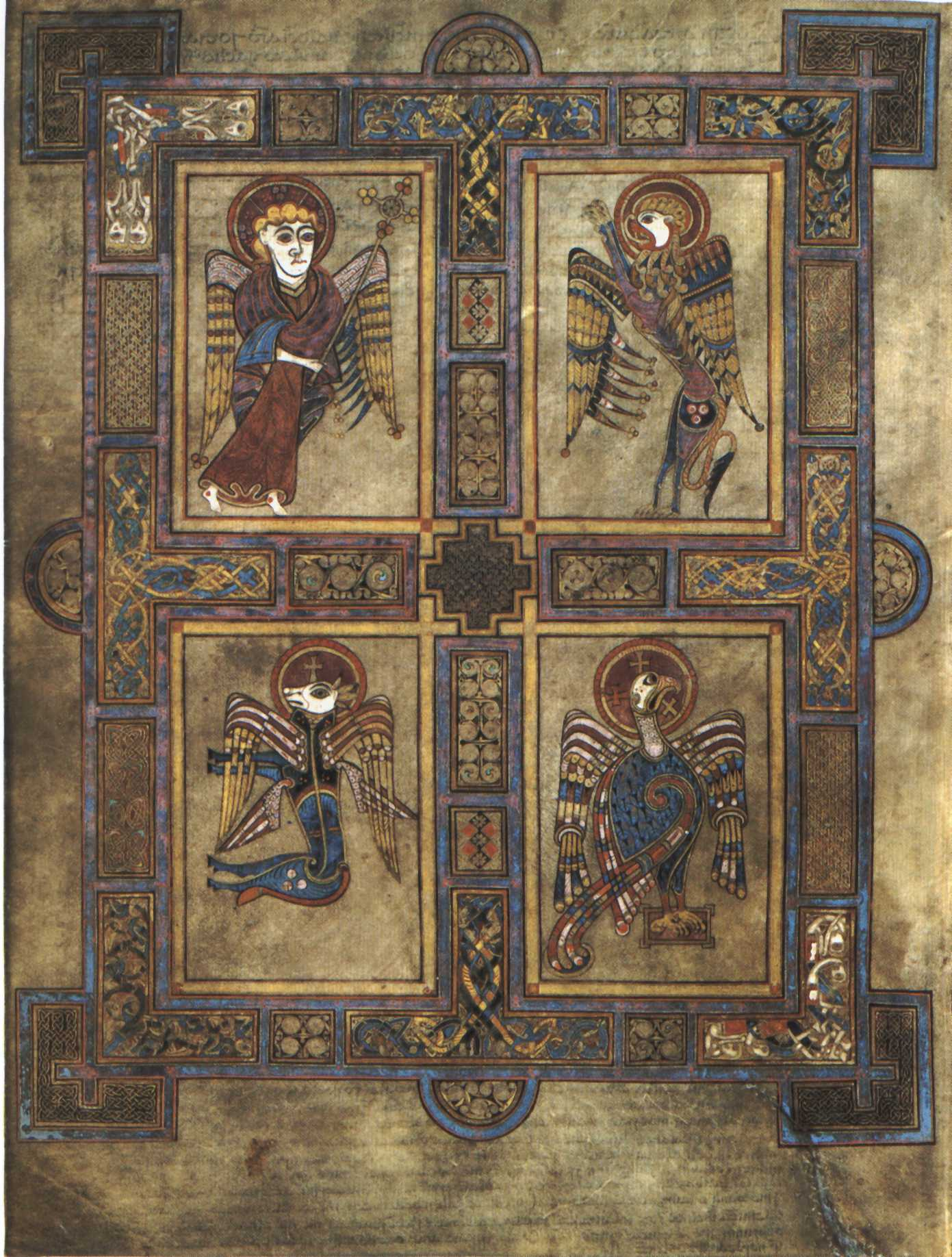
Stilistisch ist Wolfwalkers vom Book of Kells inspiriert, eine illustrierte Handschrift aus dem achten oder neunten Jahrhundert, die im Jahr 2011 zum Weltdokumentenerbe erklärt wurde

Regie führten Tomm Moore und Ross Stewart, die beide neben Maria Pareja auch als Art Directors fungierten. Die Regisseure lassen die Geschichte in und um Kilkenny spielen, wo sich Moores Firma Cartoon Saloon befindet. Moore erhielt 2010 für den Animationsfilm Das Geheimnis von Kells eine Oscar-Nominierung für den besten animierten Spielfilm, der stilistisch vom Book of Kells inspiriert war, einer frühirischen Bilderhandschrift. Auch dieser Film spielte in Irland, in der Abtei Kells, allerdings im 8. Jahrhundert. Wie der Protagonist Brendan in Das Geheimnis von Kells lernt auch Robyn in Wolfwalkers im Wald ein magisches Geschöpf kennen. Das Drehbuch schrieb Will Collins, der zuletzt für die Filme My Brothers und Die Melodie des Meeres tätig war. Letzterer war der zweite Film der keltischen beziehungsweise irischen Trilogie von Cartoon Saloon, die mit Das Geheimnis von Kells begonnen wurde und mit Wolfwalkers abschließt.

### Inspiration, Machartund Ästhetik
Inspiriert wurde Moore bei Wolfwalkers nach eigenen Aussagen unter anderem von Wolfsmenschen in Österreich, eine Mythologie, von der er als Teenager gehört hatte. Des Weiteren habe er einen Konflikt in die Geschichte einbringen wollen, der darin bestand, dass Engländer nach Irland kommen, um die Wölfe töten zu lassen und es ausgerechnet das Kind eines mit dieser Aufgabe betrauten Jägers ist, das ein Mitglied dieser Wolfsgemeinschaft wird.
Stewart erklärte, die Zeichnungen seien ganz klassisch mit Bleistift, Tinte und Kohle auf üblichem Papier entstanden und später für eine digitale Bearbeitung eingescannt worden. Die Hintergrundzeichnungen sind Aquarelle, die mit Photoshop nachbearbeitet wurden. Während sich Die Melodie des Meeres einer blauen Farbpalette bediente und Das Geheimnis von Kells einer grünen, habe man für Wolfwalkers eine orangefarbene gewählt, da es im Film Herbst ist, mit Herbstlaub überall, und Mebh und Moll leuchtend orange Haare haben.
Für den flächigen Look des Films stand die Ästhetik von irischen Holzschnitten aus dem 17. Jahrhundert Pate. Diese, oft von starren Formen geprägte Ästhetik, wurde durch einen dynamischen, lebendigen Zeichenstil aufgelockert.

### Besetzung und Synchronisation
Honor Kneafsey spricht im Original Robyn Goodfellowe, Sean Bean deren Vater Bill Goodfellowe. Die Sprechrolle von Mebh MacTíre übernahm Eva Whittaker, die ihrer Mutter Moll Maria Doyle Kennedy. In weiteren Rollen sind zu hören Simon McBurney als Lord Protector Cromwell und Tommy Tiernan als Sean Óg.
Die deutsche Synchronisation entstand nach einem Dialogbuch und der Dialogregie von Christian Weygand im Auftrag der FFS Film- & Fernseh-Synchron GmbH, München. In der deutschen Fassung wird Robyn von Tilda Kortemeier und Mebh von Rosalie Seidl gesprochen. Torsten Michaelis leiht Bill seine Stimme, Gudo Hoegel spricht den Lord Protector und Hans-Rainer Müller Seán Óg.

### Filmmusik, Soundtrack und Veröffentlichung
Die Filmmusik wurde von Bruno Coulais in Zusammenarbeit mit der irischen Gruppe Kíla komponiert. Das Soundtrack-Album mit insgesamt 16 Musikstücken wurde Mitte November 2020 von 22D Music als Download veröffentlicht. Darauf enthalten ist auch eine Neuaufnahme von Running with the Wolves, ein Song von Aurora.
Eine erste Vorstellung des Films erfolgte am 12. September 2020	beim Toronto International Film Festival. Am 10. Oktober 2020 soll er beim London Film Festival gezeigt werden, kurz danach auch beim AFI Film Festival in der World Cinema Section. Ende Oktober 2020 soll der Film in ausgewählten Kinos in Irland und im Vereinigten Königreich anlaufen, am 13. November 2020 in den USA und Kanada. Am 11. Dezember 2020 wurde er in das Programm von Apple TV+ aufgenommen. Ebenfalls im Dezember 2020 wurde er in der Jugendsektion des Les Arcs Film Festivals gezeigt. Ein Kinostart in China ist am 3. Juli 2021 geplant.

## Altersempfehlung und Filmgenre
Von Apple TV+ wird der Film ab 8 Jahren empfohlen. Jörg Taszman von Deutschlandfunk Kultur bemerkt, kleine Kinder sollten den Film auf keinen Fall alleine sehen. Kevin Crust von der Los Angeles Times schreibt, auch wenn die erzählte Geschichte düster klingen mag, besonders für jüngere Kinder,
sei Wolfwalkers ein wahrer Familienfilm. Es sei die Art von mitreißender Unterhaltung, die sowohl den Nervenkitzel des Augenblicks als auch die Art von raffinierten Ideen liefert, die lange nach dem Betrachten zu Diskussionen und sogar Debatten führen können.

## Themen und Motive

### Natur und Umwelt
„Die Werwolf-Geschichten kamen ungefähr zur gleichen Zeit auf wie der Puritanismus. Da wurde gelehrt, dass alles, was den Menschen mit der Natur verbindet, grundsätzlich schlecht ist. Wir wurden ja in Gottes Ebenbild geschaffen, also sind Tiere und eh die ganze Erde uns unterwürfig. Und wenn wir es wollen, können wir das alles einfach töten. Ich glaube, daher rühren auch viele unserer heutigen Probleme mit der Umwelt. Wir sind ein Teil des Ökosystems, wir sind ihm nicht übergeordnet. […] Und glücklicherweise hat es perfekt zu dem Wolfwalker-Mythos gepasst.“

Die Geschichte der Freundschaft zweier Mädchen, die durch ihre Wildheit, ihren Mut und Zusammenhalt wunderbare Identifikationsfiguren darstellen, richte sich an ein junges Publikum, so Stefan Stiletto, setze sich aber auch, ganz auf der Höhe der Zeit, für den Schutz der Umwelt ein. Als politische Fabel funktioniere der Film auch deshalb, weil er von einem fanatischen religiösen Herrscher erzählt, der seine Aufgabe darin sieht, mit aller Macht die Natur und das vermeintlich „Wilde“ auszulöschen.

### Der Wolfsmythos

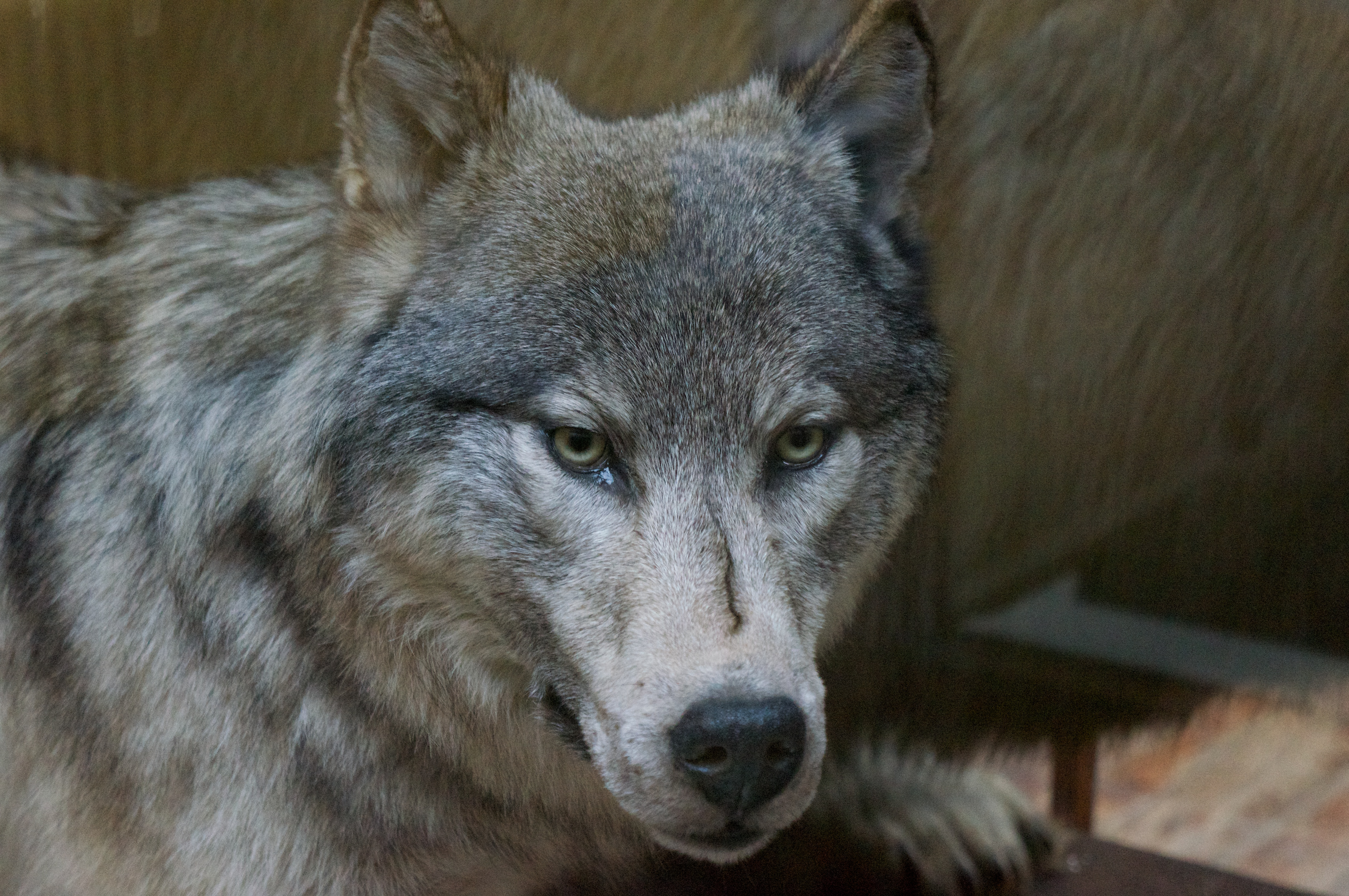
Ein Wolf im Natural History Museum in Dublin. Lange wurde angenommen, der letzte in Irland lebende Wolf sei 1786 in der Grafschaft Carlow getötet worden

Über die Einarbeitung des Werwolfsmythos sagte Tomm Moore, die irische Version des Werwolfsfluchs sei dem aus den deutschen Geschichten über Werwölfe ganz ähnlich, bei der sie sich für den Film bedienten, da es dort ein Fluch von St. Patrick sei, der nicht per Biss weitergegeben werden konnte. Da sie für das Drehbuch jedoch irgendetwas brauchen, mit dessen Hilfe Robyn die Perspektive der Wölfe und von Mebh einnehmen kann, wählten sie diesen Plot. Stewart erklärte,  Wolfsmenschen aus ihren Sagen würden einfach zu normalen Wölfen. Statt den Wolf als Symbol für die dunkle Seite der Natur zu zeigen, ein Dämon vor dem man sich fürchten muss, seien die Tiere in älteren Mythen viel normaler.

### Historische Bezüge
Stewart erklärte zum historischen Aspekt im Film, viele Menschen würden diesen nicht kennen, doch es sei wahr, dass Oliver Cromwell Kilkenny angegriffen habe. Er hatte auch das Töten der Wölfe und die Zerstörung der Umwelt vorangetrieben und versuchte die Menschen zu unterdrücken: „So hat unsere Geschichte eine Menge Historisches an sich, was wir mit der Folklore zu einem großen Sandwich zusammengeschmissen haben.“

## Rezeption

### Kritiken
Der Film wurde von 99 Prozent aller bei Rotten Tomatoes erfassten Kritiker positiv bewertet mit durchschnittlich 8,7 der möglichen 10 Punkte, womit er aus den 21. Annual Golden Tomato Awards als Zweitplatzierter in der Kategorie Animated Movies der Filme des Jahres 2020 hervorging. Auf Metacritic erhielt er einen Metascore von 87 von 100 möglichen Punkten. Wolfwalkers bestand den Bechdel-Test. Im IndieWire Critics Poll 2020 landete Wolfwalkers unter den internationalen Filmen auf dem 7. Platz.
Peter Debruge von Variety bemerkt, wenn Wölfe in Märchen vorkommen, seien sie fast immer der Quell des Bösen, wie in Rotkäppchen. In Wolfwalkers hingegen seien es die Menschen, die Angst machen. Diese Wächter, ausgestattet mit der Fähigkeit, ihre Gestalt zu wandeln, dienten im Film als Helden. Zwar habe Tomm Moore das Aussehen der bösartigen Wölfe aus Das Geheimnis von Kells mit ihren spitzen Gesichtern und sägescharfen Zähnen kaum gemildert, doch die Art und Weise, wie man diese sehe, völlig überarbeitet. Auch wenn sich Wolfwalkers zunächst wie eine keltische Version von Drachenzähmen leicht gemacht anfühle, ein Film, in dem ein Vater es ebenso missbilligt, dass sich sein Kind mit Kreaturen beschäftigt, die von der Menschheit nicht verstanden werden, schlage der Film von dieser Prämisse aus seinen eigenen Weg ein, so Debruge. Auch ein Vergleich mit Pocahontas sei legitim, da  beide Filme die Kolonialmächte als grausam und unempfindlich gegenüber der indigenen Kultur darstellen. Kinder bräuchten Filme wie diesen, die ihre Intelligenz respektieren, starke weibliche Charaktere in den Mittelpunkt stellen und die Richtigkeit des blinden Gehorsams in Frage stellen, während sie versuchen, die reichen kulturellen Einflüsse einer Vergangenheit zu integrieren, die leicht in Vergessenheit gerät.
Davide Abbatescianni vom Online-Filmmagazin Cineuropa schreibt, während des gesamten Films werde Robyns und Mebhs Verbundenheit eingehend untersucht, und durch deren Entwicklung würden Kinder und Erwachsene lernen oder vielleicht wieder entdecken, wie Vorurteile 
und Diskriminierung Schaden anrichten können und wie wichtig es ist, die Kraft der Natur zu akzeptieren und auf die Umwelt zu achten, 
anstatt gegen sie zu kämpfen. Der Film hebe sich nicht nur in Bezug auf die ästhetischen Merkmale von der Masse ab, mit seiner meisterhaften handgezeichneten Animation, bei der scharf abgegrenzte runde und quadratische Formen Umgebungen für die Figuren schaffen, die für das Auge angenehm sind, sondern auch durch die äußerst gefühlvolle Filmmusik von Bruno Coulais und die Beiträge der irischen Folk-Band Kíla, wobei Abbatescianni insbesondere ihren Song Howls the Wolf hervorhebt. Alles in allem sei Moore und Stewart mit ihrem Film eine wunderschön erzählte und visuell auffällige Geschichte von Freundschaft, Liebe und Mut gelungen, die eine gute Balance zwischen erhebenden, berührenden und humorvolleren, unbeschwerteren Momenten finde, wodurch Wolfwalkers gleichermaßen Kinder und Erwachsene anspreche.
Kevin Crust von der Los Angeles Times erklärt, Wölfe seien oft von Kulturen dämonisiert worden, in deren Lebensräume sie eingedrungen waren, doch mit Wolfwalkers erhielten die Bestien eine erlösende Geschichte, in der die mächtigen Raubtiere zur Beute werden. Das Heim der Wölfe sei farbenfroh in Grün, Orangen und Gold gehalten und werde hierdurch von der puritanischen Welt abgegrenzt, so von der Stadt, die mit dicken Linien und Grautönen gezeichnet ist und so die Vorstellung bekräftigten, dass Kilkenny ein riesiges Gehege ist, so konzipiert, dass es Menschen einschließt und das "Andere" fernhält, sei es Mensch oder Tier.
Stefan Stiletto vom Filmdienst schreibt, der Film verdeutliche die Engstirnigkeit der Menschen durch ihre eckigen Köpfe und dem Freiheitsdrang von Mebh durch runden Kopf und Körper, und Moore und Stewart verstünden es meisterhaft, Form und Inhalt miteinander in Bezug zu setzen: „Den Regisseuren gelingt es, weder die komplexen Hintergründe noch die konzeptionellen Ideen allzu sehr in den Vordergrund zu rücken, sondern sich auf die Geschichten zu konzentrieren, in deren Mittelpunkt spannende Kinderfiguren und universelle Themen stehen.“

### Einsatz im Unterricht
Das Onlineportal kinofenster.de empfiehlt Wolfwalkers für die Unterrichtsfächer Englisch, Deutsch, Ethik, Religion, Geschichte und Kunst und bietet Materialien ab der 4. Klasse zum Film für den Unterricht. Dort schreibt Stefan Stiletto, für ein jüngeres Publikum könne im Deutschunterricht die Freundschaft zwischen Robyn und Mebh und der Umgang mit Verlust im Mittelpunkt stehen, wobei sich vor allem Robyn als Identifikationsfigur anbiete, erzählt der Film doch ihre Emanzipationsgeschichte. Im Englisch- und Geschichtsunterricht biete der Film älteren Schülern einen Anlass, sich mit der konkreten Handlungszeit auseinanderzusetzen, wobei die Rückeroberung Irlands durch Oliver Cromwell im 17. Jahrhundert der zentrale Bezugspunkt sei. Da der fanatisch gläubige Lordprotektor zwar Cromwell deutlich nachempfunden sei, die Figur jedoch namenlos bleibt, ließen sich darüber Bezüge zu gegenwärtigen Diktatoren und politischen Herrschern herstellen, so Stiletto.

### Auszeichnungen (Auswahl)
AFI Fest 2020

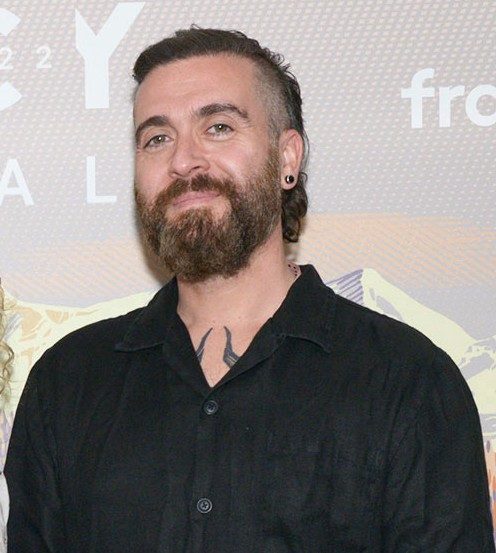
Regisseur Tomm Moore

- Auszeichnung mit dem Publikumspreis – Narrative Feature (Tomm Moore und Ross Stewart)[23]

Alliance of Women Film Journalists Awards 2020
- Nominierung als Bester Animationsfilm
- Nominierung als Beste animierte Frau („Mebh Óg MacTíre“, gesprochen von Eva Whittaker)
- Nominierung als Beste animierte Frau („Robyn Goodfellowe“, gesprochen von Honor Kneafsey)[24]

Annie Awards 2021
- Auszeichnung als Bester Independentfilm
- Auszeichnung für die Beste Regie (Tomm Moore & Ross Stewart)
- Nominierung für das Beste Drehbuch (Will Collins)
- Nominierung für die Besten Effekte (Kim Kelly, Leena Lecklin, Frédéric Plumey, Almu Redondo & Nicole Storck)
- Nominierung für die Beste Figurenanimation (Emmanuel Asquier-Brassart)
- Auszeichnung für das Beste Figurendesign (Federico Pirovano)
- Nominierung für die Beste Musik (Bruno Coulais)
- Auszeichnung für das Beste Szenenbild (María Pareja, Ross Stewart & Tomm Moore)
- Nominierung für das Beste Storyboarding (Guillaume Lorin)
- Auszeichnung für das Beste Voice Acting („Mebh Óg MacTíre“, gesprochen von Eva Whittaker)[25][26]

Art Directors Guild Awards 2021
- Nominierung in der Kategorie Animated Feature Film (Ross Stewart, Tomm Moore und Maria Pareja)[27]

Boston Society of Film Critics Awards 2020
- Runner-up als Bester Animationsfilm[28]

British Academy Film Awards 2021
- Nominierung als Bester Animationsfilm[29]

Chicago Film Critics Association Awards 2020
- Auszeichnung als Bester Animationsfilm[30]

Critics’ Choice Super Awards 2021
- Nominierung als Bester Animationsfilm
- Nominierung als Beste Voice Actress in einem Animationsfilm (Eva Whittaker)
- Nominierung als Beste Voice Actress in einem Animationsfilm (Honor Kneafsey)[31]

Eddie Awards 2021
- Nominierung für den Besten Schnitt in einem Animationsfilm (Darragh Byrne, Richie Cody & Darren Holmes)[32]

Europäischer Filmpreis 2021
- Nominierung als Bester Kinderfilm
- Nominierung als Bester Animationsfilm[33]

Florida Film Critics Circle Awards 2020
- Runner-up als Bester Animationsfilm[34]

Golden Globe Awards 2021
- Nominierung als Bester Animationsfilm[35]

Golden Reel Awards 2021
- Nominierung für den Besten Tonschnitt in einem Animationsfilm[36]

Gotham Awards 2021
- Nominierung als Bester internationaler Spielfilm[37]

Irish Film and Television Academy Awards 2021
- Auszeichnung als Bester Film (Tomm Moore und Ross Stewart)[38]

Les Arcs Film Festival 2020
- Nominierung in der Sektion Hors Piste Cinéma[39]

London Critics’ Circle Film Awards 2021
- Nominierung für die Beste technische Leistung (Tomm Moore & Ross Stewart)[40]

Los Angeles Film Critics Association Awards 2020
- Auszeichnung als Bester Animationsfilm[41]

New York Film Critics Circle Awards 2020
- Auszeichnung als Bester Animationsfilm[42]

Online Film Critics Society Awards 2021
- Nominierung als Bester animierter Spielfilm[43]

Oscarverleihung 2021
- Nominierung als Bester Animationsfilm (Tomm Moore, Ross Stewart, Paul Young und Stéphan Roelants)

Producers Guild of America Awards 2021
- Nominierung als Bester Animationsfilm (Paul Young, Nora Twomey, Tomm Moore & Stéphan Roelants)[44]

Satellite Awards 2020
- Auszeichnung als Bester Animationsfilm

Toronto Film Critics Association Awards 2021
- Auszeichnung als Bester Animationsfilm[45]